# Rodope montane blandede skove
Rodope montane blandede skove er en terrestrisk økoregion i Europa defineret af WWF. Den hører til i biomet med tempereret løvfældende skov og det palæarktiske rige.

## Geografi
Rodope mountane blandede skove dækker de højere dele af Balkanbjergene, Rhodope-bjergene, Rila, Pirin, Vitosha, Sredna Gora, Ograzhden og Maleshevo, beliggende næsten udelukkende i Bulgarien, samt i nogle tilstødende områder i Grækenland, Nordmakedonien og Serbien. De spænder over et område på 31.600 km2 og erstattes i de lavere højder af Balkan blandede skove.

## Flora
Antallet af arter af karplanter i økoregionen anslås til 3.000. De nederste områder er dækket af blandet løvskov, mest fremtrædende med europæisk bøg, orientalsk avnbøg, europæisk avnbøg og flere egearter. De højere zoner er domineret af nåleskove - skovfyr, bosnisk fyr, makedonsk fyr, bulgarsk ædelgran, almindelig ædelgran, rødgran, etc. Højest oppe er der buske, hede og alpin tundra.

## Fauna
De Rodope montane blandede skove er fristed for en række truede pattedyr arter, såsom brun bjørn, ulv, skovmår, europæisk odder, vildkatt og gemse. Mere almindelige store pattedyr er rådyr, vildsvin og ræve.
De fleste af de europæiske rovfugle kan findes i regionen, inklusive de sjældne kejserørn, munkegrib og gåsegrib.

## Beskyttede områder
Rodope montane blandede skove økoregion har i alt tre nationalparker, alle beliggende i Bulgarien, og de omfatter Central Balkan National Park, Pirin National Park, et UNESCO Verdensarvssted, og Rila National Park.